# أمريكا المفتوحة 1990 (كرة مضرب)
قائمة بالأبطال في بطولة 1990 أمريكا المفتوحة:

## الكبار

### فردي رجال
بيت سامبراس هزم  أندريه أغاسي, 6-4, 6-3, 6-2

### فردي سيدات
غابرييلا ساباتايناي هزم  شتيفي غراف, 6-2, 7-6

### زوجي رجال
بيتر ألدريتش و داني فايزر هزم  بول آناكون و ديفيد ويتن, 6-2, 7-6, 6-2

### زوجي سيدات
غيغي فيرنانديز و مارتينا نافراتيلوفا هزم  يانا نوفوتنا و هيلينا سوكوفا, 6-2, 6-4

### زوجي مختلط
إيليزابيث سمايلي و تود وودبريدج هزم  ناتاليلا زفيريفا و جيم بوغه, 6-4, 6-2